# Die Schweizer Familie
Die Schweizer Familie (auch Schweizerfamilie oder Schweitzerfamilie) ist ein am 14. März 1809 im Wiener Kärntnertortheater uraufgeführtes Singspiel bzw. eine „Lyrische Oper“ in drei Akten mit gesprochenem Dialog von Joseph Weigl (Musik) und Ignaz Franz Castelli (Libretto).

## Inhalt

Szenenbild aus dem Wiener Hoftheater-Almanach

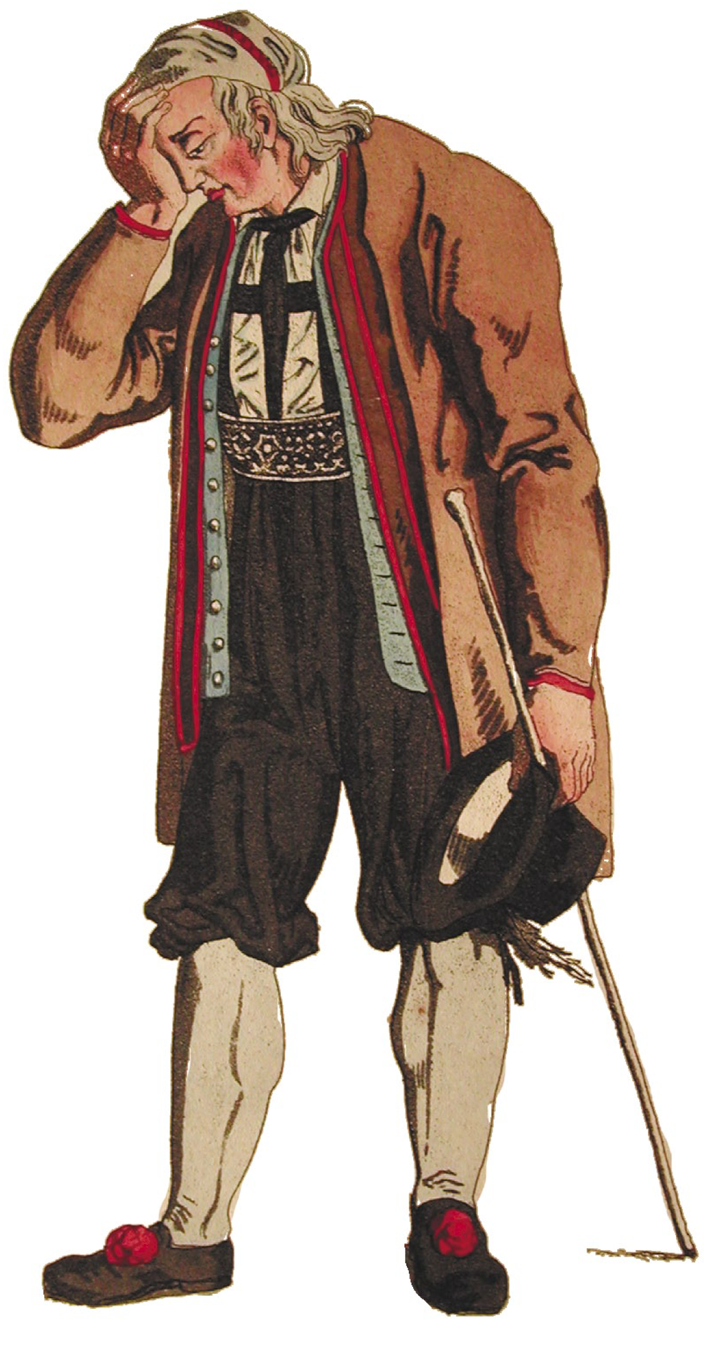
Der Schweizer Bauer Richard Boll (Illustration von Carl Weinmüller, 1809)

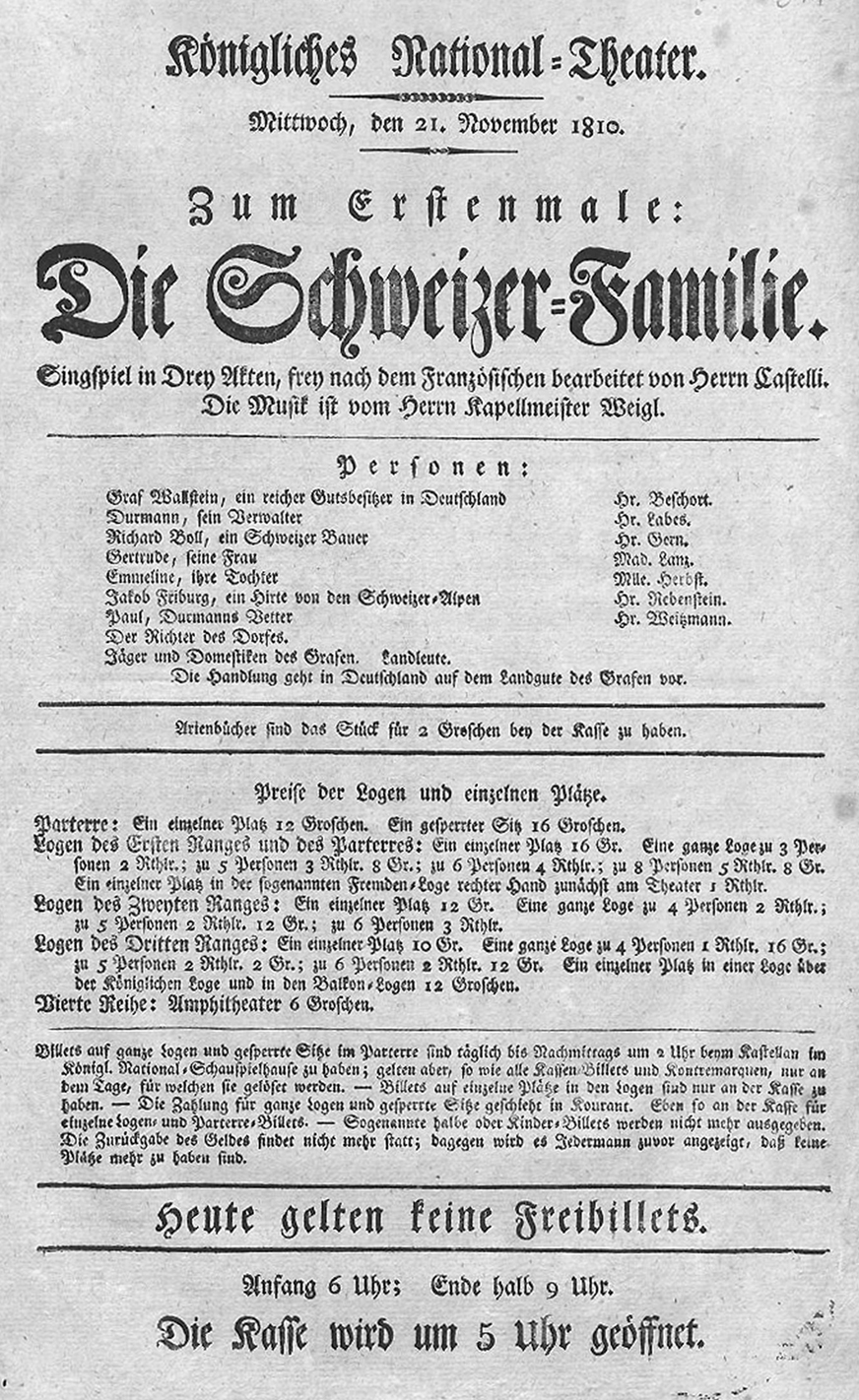
Die Schweizer-Familie (Berlin 1810)

Wallstein, ein reicher deutscher Graf, hatte während eines Aufenthaltes in den Schweizer Alpen einen Bergunfall. Zufällig wurde er von dem Schweizer Bauern Richard Boll gerettet, dem er zum Dank ein sorgenfreies Leben in Deutschland bieten möchte. Er lässt deshalb dessen Schweizer Heimat auf seinem deutschen Landgut nachbilden und holt den Bauern samt seiner Familie zu sich. Emmeline, die Tochter des Bauern, wird jedoch vor Liebeskummer bis in den Wahnsinn getrieben, da ihr Geliebter Jacob Friburg in der Schweizer Heimat verblieben ist. Der Graf aber, der ihre heimliche Herzensverbindung zu dem Hirten ahnt, lässt diesen aus der Schweiz auf sein Gut bestellen. Nach einigen unterhaltsamen Verwechslungsszenen finden die beiden Liebenden schließlich zueinander.
Der Inhalt der Oper, bei dem die romantische Verklärung der Schweizer Landschaft einen wesentlichen Aspekt darstellt, trug maßgeblich zu einer nachhaltigen Schweiz-Begeisterung in Europa bei.

## Orchester
Die Orchesterbesetzung der Oper umfasst die folgenden Instrumente:
- Holzbläser: zwei Flöten, zwei Oboen, zwei Klarinetten, zwei Fagotte
- Blechbläser: zwei Hörner, zwei Trompeten
- Pauken
- Streicher
- Bühnenmusik: Klarinette

## Werkgeschichte
Nach der erfolgreichen Uraufführung seines Singspiels Das Waisenhaus begann Weigl im Herbst 1808 mit der Vertonung von Castellis Übersetzung und Bearbeitung eines Vaudevilles (Liederspiels) namens Pauvre Jacques (Paris 1807) von Sewrin und Alissan de Chazet (Pseudonyme für Charles-Augustin de Basson-Pierre und René André Polydore Chazet).
Das Werk wurde am 14. März 1809 unter der Leitung des Komponisten im Wiener Kärntnertortheater uraufgeführt. Es sangen Ignaz Saal (Graf Wallstein), Friedrich Joseph Demmer (Durmann), Carl Weinmüller (Richard Boll), Marianna Marconi (Gertrude), Anna Milder (Emmeline), Johann Michael Vogl (Jacob Friburg) und Joseph Caché (Paul).
Es zählte in der ersten Hälfte des 19. Jahrhunderts zu den meistgespielten deutschen Opern in Europa und darf damit neben Peter von Winters Unterbrochenem Opferfest (1796) als populärste deutsche Volksoper zwischen der Zauberflöte (1791) und dem Freischütz (1821) gelten.
Führende Literaten (etwa Ludwig Börne) und Komponisten der Zeit bewunderten das Werk, das wohl eine der ersten Opern war, die Franz Schubert im Theater hörte und auch mit neuen Darstellerinnen der Emmeline (1822 etwa Wilhelmine Schröder-Devrient und 1826 Nanette Schechner) immer wieder besuchte. Besondere musikgeschichtliche Bedeutung erlangte die Schlussszene mit dem hinter der Bühne erklingenden Kuhreigen, einem Terzett von Klarinette (anstelle von Schalmei, Hirtenflöte oder Alphorn), Sopran und Tenor ohne Orchesterbegleitung. Durch diese Stelle von Weigls Partitur mittelbar oder unmittelbar beeinflusst wurden zahlreiche bekannte Werke der musikalischen Romantik, wie etwa das Monodrama Gli amori di Teolinda von Giacomo Meyerbeer (1816), die Gesangsszene Der Hirt auf dem Felsen (D 965, Oktober/November 1828), die für Anna Milder geschriebene vorletzte Komposition Schuberts, Le mal du pays in den Années de pèlerinage (Première année, Suisse, Nr. 8) von Franz Liszt oder sogar die Hirten-Szenen in Richard Wagners Tannhäuser, Tristan sowie die Spielversuche auf dem Horn durch Siegfried. Wagner, der sich namentlich für Schröder-Devrients Darstellung der Emmeline begeisterte, äußerte sich wie folgt über deren Darbietung:
„Wie groß waren meine Ergriffenheit und mein wahrhaftes Erstaunen, als ich an diesem Abend die unbegreifliche Frau erst in ihrer wahrhaft hinreißenden Größe kennenlernen sollte. Daß so etwas, wie die Darstellung dieses Schweizermädchens, nicht als Monument allen Zeiten erkenntlich festgehalten und überliefert werden kann, muß ich jetzt noch als eine der erhabensten Opferbedingungen erkennen, unter welchen die wunderbare dramatische Kunst einzig sich offenbart, weshalb diese, sobald solche Phänomene sich kundgeben, gar nicht hoch und heilig genug gehalten werden kann.“
Während seines Engagements als Kapellmeister in Riga 1837 komponierte Wagner für den dortigen Darsteller des Richard Boll als Einlagearie ein Gebet.
Mit Beginn des 20. Jahrhunderts verschwand Die Schweizer Familie von der Bühne. 2004 wurde das Singspiel durch den Produzenten Sören Mund im Schönbrunner Schlosstheater in Wien, dann im Theater an der Sihl in Zürich und im Berliner Schauspielhaus (Konzerthaus) am Gendarmenmarkt unter der musikalischen Leitung von Uri Rom wieder aufgeführt sowie auch die erste Einspielung dieser Oper auf CD produziert. Die Dramaturgie übernahm der Musikwissenschaftler Till Gerrit Waidelich.

## Aufnahmen
- September/November 2004 – Uri Rom (Dirigent), Orchester Dreieck, Chor Dreieck.
 Tobis Müller-Kopp (Graf Wallstein), Petri Michael Pövhönen (Durmann), Michael Hoffmann (Durmann, Dialoge), Stephan Bootz (Richard Boll), Olivia Vermeulen (Gertrude), Marilla Vargas (Emmeline), Antje Hochholdinger (Emmeline, Dialoge), Roman Paver (Jacob Friburg), Roman Maszl (Paul).
 Studioaufnahme; mit Dialogen.
 Guild GMCD 7298/9 (2 CDs).[3]